# Фрі-файт
Фрі-файт (від англ. free-fight, «вільний бій») — бойове мистецтво, український варіант контактних єдиноборств.
Фрі-файт поєднує досвід багатьох бойових традицій світу в єдину систему, використовуючи найефективніші прийоми ведення поєдинку. За рахунок широкого діапазону дозволених технічних прийомів фрі-файт дає можливість розвивати високу динаміку поєдинків.
Підготовка спортсменів до змагань за системою фрі-файту — комплексна і включає в себе різноманітні техніки для відновлення та забезпечення нормальної діяльності всіх процесів в організмі.

## Історія
Часом зародження фрі-файту прийнято вважати 1995 рік, коли було закладено основу Школи «Пересвіт». Основоположником Школи «Пересвіт» і стилю фрі-файт є Андрій Старовойт.
Матеріалом для створення системи «Фрі-файт», з одного боку, стали знання, що збирались Андрієм Старовойтом по всьому світу в центрах розвитку бойових мистецтв. З іншого боку, фрі-файт увібрав дієві сучасні прийоми ведення бою, необхідні в різних ситуаціях.
1998 р. — у смт Коцюбинське (Київська область) офіційно зареєстровано спортивний клуб «Пересвіт», у якому фрі-файт пройшов шлях становлення від аматорського до професійного виду спорту.
2001 р. — реєстрація Міжнародної федерації бойових мистецтв «Фрі-файт».
2001 р. — початок систематичного проведення міжнародних Турнірів честі з фрі-файту в Київському Палаці спорту.
04.07.2002 р. — реєстрація Всеукраїнської федерації фрі-файту та контактних єдиноборств.
19 листопада 2004 р. — Міністерство України у справах сім'ї, молоді та спорту офіційно зареєструвало фрі-файт як вид спорту, а також визнало його першим, створеним в Україні, видом спорту.
З 2002 р. проводяться офіційні систематичні чемпіонати з фрі-файту різних рангів.
З 2002 р. щорічно проводиться Чемпіонат України з фрі-файту серед дорослих, юнаків та юніорів.
З 2003 р. щорічно проводиться Кубок України з фрі-файту.
2006 р. — Перший чемпіонат світу з фрі-файту серед дорослих (Португалія, м. Візеу).
2008 р. — Другий чемпіонат світу з фрі-файту серед дорослих (Португалія, м. Візеу).
З 2008 р. щорічно проводиться Чемпіонат України дивізіону «Еліта».
2009 р. — Перший чемпіонат світу з фрі-файту серед юніорів (Португалія, м. Візеу).

## Правила фрі-файту
Фрі-файт — система ведення поєдинку, що дозволяє спортсмену використовувати зручну для нього тактику ведення бою. На сьогоднішній день фрі-файт продовжує розвиватись і розширюється за рахунок нових прийомів, що допомагають досягнути перемоги, не порушуючи офіційно затверджених правил.
2004 р. — Міністерство України у справах сім'ї, молоді та спорту затвердило правила проведення та суддівства змагань з фрі-файту.
У змаганнях можуть брати участь тільки спортсмени чоловічої статі, які досягли 10-річного віку.
У фрі-файті дозволено вести роботу як в стійці, так і в партері. Удари завдаються руками, ногами, колінами в корпус і голову суперника, а також у стрибку чи з розворотом. Дозволяється застосовувати кидки та задушливі прийоми.
Правилами фрі-файту заборонені дії, які несуть небезпеку для здоров'я спортсменів.
Деякі заборонені технічні дії: у стійці та партері заборонено завдавати ударів у пах, по хребту, задній та верхній частинам голови, удари п'ятою в голову і по ключиці, удари по суглобах, по передній і задній частинах ніг, удари головою, вершиною ліктя, відкритою рукавичкою та незахищеними частинами кулака; також заборонені будь-які дії на кадик, очі та геніталії суперника.

## Турнір честі «Зірка Пересвіту»
Цикл Турнірів честі з фрі-файту «Зірка Пересвіту» було започатковано у 2001 році, і щорічно він проводиться у Київському палаці спорту. «Зірка Пересвіту» складається з п'яти турнірів, назви яких співвідносні з китайською системою першоелементів світу — Земля, Метал, Вода, Вітер, Вогонь — «Метал Пересвіту», «Вода Пересвіту» і т.д.
Шостий заключний турнір об'єднує всі стихії і народжує «Зірку». Вона збирає найсильніших — переможців попередніх Турнірів честі з фрі-файту, а також багаторазових переможців європейських турнірів.

### Історія турніру
У 2001 році пройшов перший турнір циклу «Земля Пересвіту». Широкому колу глядачів було продемонстровано новий видовищний вид єдиноборств — фрі-файт, у якому спортсмени отримали більшу свободу у використанні можливих технічних прийомів ведення бою, ніж у будь-якому іншому виді єдиноборств.
У 2003 році під час «Металу Пересвіту» відбулась перша зустріч української збірної зі спортсменами Японії, США, Великої Британії, Італії та Іспанії.
У 2004 році до країн-учасниць приєдналась Португалія. Кульмінацією «Води Пересвіту» став яскравий виступ на турнірі всесвітньо відомого бійця — на татамі вийшов Ігор Вовчанчин.
У 2005 році на турнірі з фрі-файту «Вітер Пересвіту» зустрілися бійці з України, Японії, Іспанії, Чехії, Великої Британії, Латвії. Однак, спортсменам, які представляли інші бойові традиції, стало набагато важче змагатись з тими, хто протягом декількох років сумлінно оволодівав класикою фрі-файту.
У 2006 році відбулась яскрава зустріч України, Китаю, Франції, Росії, Латвії, Білорусі, Португалії, Польщі, Голландії на турнірі з фрі-файту «Вогонь Пересвіту».
2007 рік — «Зірка Пересвіту» — перше підбивання підсумків та одночасно перехід на наступний рівень. Чемпіони і багаторазові переможці престижних турнірів Європи і попередніх Турнірів честі з фрі-файту з України, Франції, Росії, Латвії, Білорусі, Португалії, Польщі, Голландії зійшлись у Київському палаці спорту для боротьби за титул «Найсильнішого».
2021 рік - чемпіонат України з фрі-файту пройшов у Кременчуці Полтавської області. Спортсмени Житомирщини здобули призові місця .

## Прикладний аспект фрі-файту
Прикладний аспект фрі-файту включає в себе техніки захисту і нападу, роботу зі зброєю і без, в умовах «вулиці». Цей рівень дається тільки тим учням і спортсменам, свідомість яких готова до використання отриманих знань «на благо».

## Федерації
Міжнародна федерація бойових мистецтв «Фрі-файт» (зареєстрована у 2001 році) та Всеукраїнська федерація фрі-файту та контактних єдиноборств (зареєстрована у 2004 році) складаються з більш ніж п'яти тисяч спортсменів і тренерів, десятків вихованих у федераціях суддів і секретарів.
Філії Федерацій знаходяться практично в усіх областях України та об'єднують усі регіони країни єдиним календарем змагань, а також налагоджують взаємний обмін досвідом професіональних спортсменів і молодого покоління.

## Відомі персоналії України
Одними з найвідоміших представників в Україні були:
 Слюсарчук Ігор (1989-2018) - чемпіон світу
 Яловцов Максим (1990—2022)